# Felicjan Wawrzecki
Felicjan Wawrzecki herbu Rola (zm. przed 10 maja 1765 roku) – wojski brasławski w latach 1742–1765, miecznik brasławski w latach 1732–1742.
Elektor Stanisława Leszczyńskiego w 1733 roku. W 1735 roku podpisał uchwałę Rady Generalnej konfederacji warszawskiej.
Był posłem powiatu brasławskiego na sejm zwyczajny pacyfikacyjny 1735 roku.